# Techirghiol
Techirghiol (in turco Tekirgöl) è una città della Romania di 7 218 abitanti, ubicata nel distretto di Costanza, nella regione storica della Dobrugia. Dista 15 km da Costanza e 2 km da Eforie Nord

## Società

### Evoluzione demografica
Evoluzione della popolazione nei censimenti: